# Maximalist!
Maximalist! (1983 - 1989) est un ensemble instrumental créé en 1983 en Belgique à l'initiative de Thierry De Mey et de Peter Vermeersch. À l'occasion d'une des premières créations chorégraphiques d'Anne Teresa De Keersmaeker, Rosas danst Rosas, les deux compositeurs réunissent autour d'eux deux autres musiciens : Eric Sleichim et Walter Hus, avant de s'établir définitivement en sextuor.
L'instrumentarium de Maximalist! était composé de deux pianos, deux saxophones, clarinette et violoncelle. Éventuellement, s'y ajoutaient des parties de percussions, jouées par l'un ou l'autre des musiciens (De Mey a même composé pour six percussions). Maximalist! n'a jamais joué que la musique de ses propres compositeurs-interprètes, n'a jamais développé l'improvisation  et s'est signalé par un son fort, systématiquement amplifié, presque brutal, à la manière des groupes de rock. Néanmoins : jamais d'instruments électroniques, valorisation du son acoustique, du "jeu". Les musiciens de Maximalist! évoquaient d'ailleurs volontiers un "engagement physique" lié à une musique riche de contraintes. Un parallélisme fort est à établir sur ce point avec le style chorégraphique développé au même moment en Belgique par Anne Teresa De Keersmaeker d'abord, et Wim Vandekeybus ensuite : une poétique de l'exténuation, une esthétique paradoxale où se conjuguent un formalisme un peu froid et le déploiement par les interprètes d'une énergie surabondante.
Maximalist! s'est situé délibérément à l'écart de la scène de la "musique contemporaine", même si des festivals dédiés à cette musique, comme Ars Musica à Bruxelles, ont parfois programmé le groupe. L'influence majeure des œuvres qui ont composé le répertoire de Maximalist! (compositeurs: De Mey — tête pensante de la bande —, Vermeersch, Hus, Sleichim) a été le minimalisme américain, et plus spécialement la musique par processus graduels de Steve Reich (écouter par exemple la construction note par note des motifs, au fil des répétitions, dans l'œuvre fondatrice du groupe, "Rosas danst Rosas"). Mais le nom du groupe indique clairement, et non sans un certain humour un peu insolent, l'idée d'une inversion esthétique du minimalisme (associé d'ordinaire à une écoute contemplative et à une temporalité suspendue), inversion qu'avait déjà tentée aux Pays-Bas le compositeur Louis Andriessen — autre influence majeure. On peut légitimement parler d'un "néo-minimalisme européen" typique, débarrassé de tout mysticisme californien, à la recherche d'une certaine violence esthétique, d'une âpreté, d'une distance un peu stravinskienne : systématisme entêté de procédés techniques hérités de la musique renaissante — palindromes, hoquetus, canons (dans les œuvres de Thierry De Mey), harmonie dissonante mais non-sérielle héritée de Bartok (chez Walter Hus), exéburance jazz-rock et modalité libre criblée de dissonances (chez Peter Vermeersch). Il faut épingler cette rareté : une véritable écriture à quatre mains dans la composition de certaines œuvres du groupe (parmi les plus réussies), cosignées par Thierry De Mey et Peter Vermeersch : Rosas Danst Rosas, Contre Six, What the body does not remember. Cette dernière partition leur a valu de partager à New York, en 1988, un Bessie Award avec le chorégraphe Wim Vandekeybus.
Outre les quatre noms cités, le groupe a été rejoint par François Deppe (violoncelle), Dirk Descheemaeker (clarinette) et Jean-Luc Plouvier (piano), tous trois aujourd'hui membres de l'Ensemble Ictus ; ainsi que par Jean-Paul Dessy (violoncelle), aujourd'hui directeur de l'ensemble Musiques Nouvelles.
Maximalist!  s'est défait à la fin des années 1980, sans amertume, par extinction et non-renouvellement du répertoire. On peut d'ailleurs noter le point d'exclamation à la fin du nom du groupe, invention graphique typique des années 1980  (au même moment, dans un registre qui n'a rien à voir : Wham!). Après la dissolution, Thierry De Mey s'est trouvé davantage d'affinités avec la musique spectrale française ; Peter Vermeersch avec le jazz-rock ; Walter Hus a développé un style néo-classique ; seul Eric Sleichim a tenu le flambeau d'une certaine radicalité minimaliste, faite de sons rudes et très "matériels" (liés au geste instrumental), et d'un développement par processus graduels, avec son quatuor de saxophones "Blindman Kwartet".

## Principales compositions
- 1983 : Rosas danst Rosas (Compagnie Rosas) Thierry De Mey et Peter Vermeersch
- 1984 : Balatum (chorégraphe : Michèle Anne De Mey) Thierry De Mey
- 1985 : Muurwerk (chorégraphe : Roxane Huilman) Walter Hus
- 1987 : What the Body Doesn't Remember (chorégraphe : Wim Vandekeybus) Thierry De Mey et Peter Vermeersch